# Alle Jungen heißen Patrick
Alle Jungen heißen Patrick (Originaltitel: Charlotte et Véronique ou Tous les garçons s'appellent Patrick) ist ein in Schwarzweiß gedrehter Kurzfilm aus dem Jahr 1959 des französischen Regisseurs Jean-Luc Godard.

## Handlung
Charlotte und Véronique sind zwei Studentinnen, die sich ein Appartement in Paris teilen. Sie verabreden sich zu einem Treffen im Jardin du Luxembourg. Charlotte, die als erste am Treffpunkt erscheint, macht dort die Bekanntschaft von Patrick, der sie heftig umwirbt und schließlich dazu überredet mit ihm ein Glas trinken zu gehen. Sie verabreden ein Rendezvous für den folgenden Tag. 
Kaum ist Charlotte verschwunden, taucht Véronique auf und gerät an denselben Patrick, der sie ebenfalls zu einem Getränk überredet. Sie verabreden sich für den übernächsten Abend. Wieder in ihrer Wohnung, unterhalten sich die beiden Mädchen ausgelassen über ihre Erlebnisse. Am folgenden Tag beobachten sie, wie der nämliche Patrick eine andere Frau auf der Straße umarmt und mit ihr in ein Taxi steigt.

## Kritik
„Eine kleine Alltagsbegebenheit wird […] zu einer dichten, cineastisch reizvollen Dreiecksgeschichte inszeniert. Das leichte und ironische Wechselspiel der Beziehungen, das wesentlich über den Dialog vermittelt wird, erinnert an die späteren Spielfilme Rohmers.“